# Erika
L'Erika era un petrolier de bandera maltesa (bandera de conveniència) construït el 1975 i propietat de Total-Fina-Elf. El desembre de 1999, en plena travessa entre Dunkerque i Livorno, provocà una catàstrofe ecològica en forma de marea negra sobre les costes de la Bretanya, amb un abocament al mar de 37.000 tones de petroli.